# Pineus cortecicolus
Pineus cortecicolus är en insektsart som beskrevs av Fang, S.Y. och Sun 1985. Pineus cortecicolus ingår i släktet Pineus och familjen barrlöss. Inga underarter finns listade i Catalogue of Life.